# Баумгартль, Франк
Франк Баумгартль (нем. Frank Baumgartl; 29 мая 1955, Бад-Шлема, Карл-Маркс-Штадт — 26 августа 2010, Комо, Ломбардия) — восточногерманский легкоатлет, стайер, бронзовый призёр Олимпиады в Монреале (1976) на дистанции 3000 м с препятствиями.

## Спортивная карьера
В 1973 году на юношеском чемпионате Европы установил мировой рекорд в беге на 2000 метров с препятствиями (5.28,14). Это достижение продержалось до 2006 г. и на 2010 г. остаётся немецким национальным рекордом среди юниоров младше 20 лет. Представлял спортивный клуб «Карл-Маркс-Штадт» и тренировался у Клауса Кречманна.
На Играх в Монреале в забеге на 3000 м с препятствиями бежал рядом с будущим победителем Андерсом Гардерудом из Швеции. Однако спортсмен врезался в последний барьер, но все же сумел финишировать третьим с результатом 8.10,36.
В 1980 году накануне Олимпийских игр в Москве из-за травмы завершил спортивную карьеру. В 1989 году окончил Технический университет Карл-Маркс-Штадта, затем переехал в Штутгарт, работал инженером программного обеспечения в сфере разработки транспортных средств.
Скоропостижно скончался во время велосипедной прогулки на озере Комо.